# Ulpio Marcello

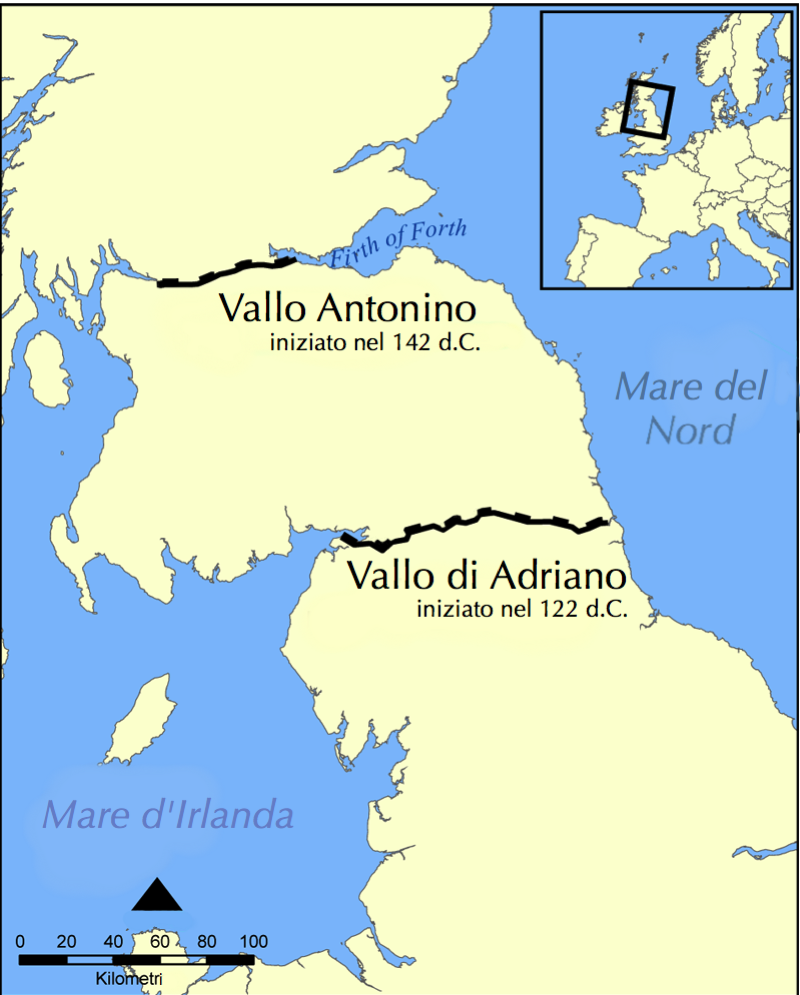
Mappa dei confini fortificati dell'Impero romano in Britannia

Ulpio Marcello (latino: Ulpius Marcellus; fl. 181-184) è stato un generale e politico romano, governatore della Britannia romana.

## Biografia
Tra il 169 ed il 173/174 fu governatore della Pannonia inferiore. Nel 174 venne eletto consul suffectus. Venne, quindi, inviato a governare la Britannia dall'imperatore Marco Aurelio nel 176 almeno fino al 178/180, Una volta ucciso il suo successore in Britannia a seguito di una massiccia invasione delle tribù del nord, che, secondo Dione Cassio, avevano oltrepassato il Vallo di Adriano (forse il predecessore di Ulpio Marcello era Cerellio Prisco), venne inviato nuovamente in questa provincia. Poco altro si conosce su questi eventi. Non si sa con precisione neppure quanto tempo i romani abbiano impiegato per ricacciare oltre il Vallo gli invasori. È possibile ipotizzare che Marcello abbia ottenuto importanti successi militari al 184/185, tanto che Commodo poté fregiarsi del titolo vittorioso di Britannicus.
Nel corso delle operazioni militari, Marcello fece dei raid sui confini settentrionali e forse tentò di rioccupare il Vallo di Antonino, anche se poi si ritirò dietro al Vallo di Adriano e forse concluse trattati con le tribù del nord. Ebbe problemi per la scarsa disciplina delle legioni.